# آبشار تنها کریک
آبشار تنها کریک (به لاتین: Lone Creek Falls) یک آبشار در آفریقای جنوبی است که در امپومالانگا واقع شده‌است.